# 傑西萊克 (明尼蘇達州)
傑西萊克（英語：Jessie Lake）是位於美國明尼蘇達州艾塔斯卡縣萊克傑西鎮區的一個非建制地區。

## 地理
傑西萊克所處的海拔為高於海平面420米（即1378英呎），而該地所採用的時區為UTC-6，即北美中部時區（CST）。同時該地設有夏令時間，為UTC-6調快一小時，即UTC-5（CDT）。